# 碧口柳
碧口柳（学名：Salix bikouensis）是杨柳科柳属的植物，是中国的特有植物。分布在中国大陆的湖北、甘肃、陕西等地，生长于海拔700米至880米的地区，常生长在水边及河边，目前尚未由人工引种栽培。

## 异名
- Salix bikouensis Y. L. Chou var. villosa Y. L. Chou